# Didone abbandonata
Didone abbandonata és una òpera en tres actes composta per Giuseppe Scolari sobre un llibret italià de Pietro Metastasio. S'estrenà al Teatre de la Santa Creu de Barcelona el 30 de maig de 1752.
Aquesta era la quarta i probablement l'última de les seves produccions per al teatre barceloní. L'opera fou estrenada amb motiu de l'onomàstica del rei, i les representacions tingueren una importància especial, perquè a part de les decoracions complexes pintades per Francesc Tramulles, també va incloure focs artificials, cosa que es fa difícil de comprendre. Les dotze representacions de la Didone abbandonata varen suposar un èxit de públic, cosa que
queda confirmada pel fet que aquesta òpera va tornar a ésser muntada al teatre
de la Santa Creu la temporada 1753-1754, i probablement anys més tard.
Pocs anys més tard el compositor Gennaro Manna, va escriure una òpera amb el mateix títol.